# Schokoladenzigarette

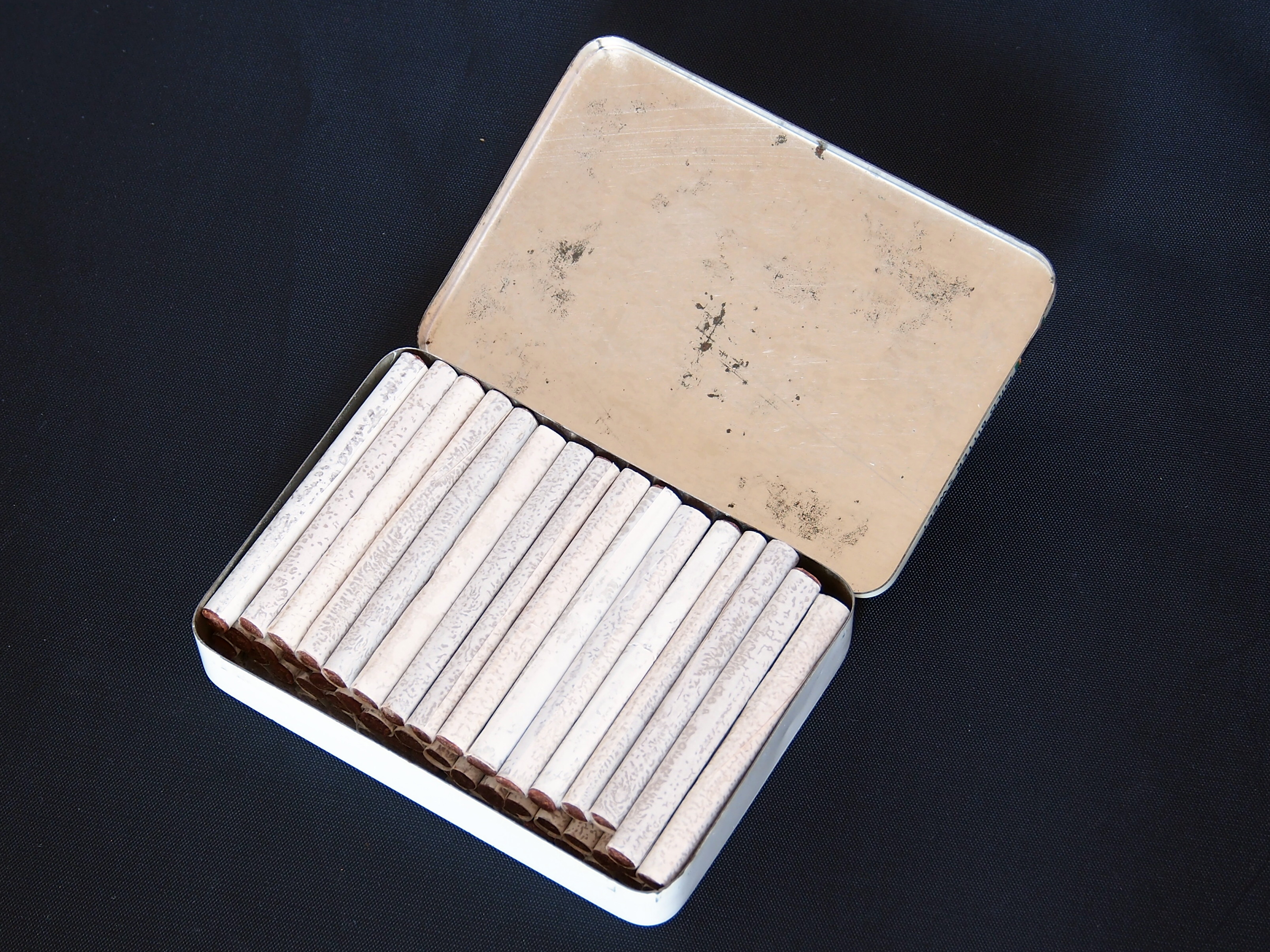
Schokoladenzigaretten

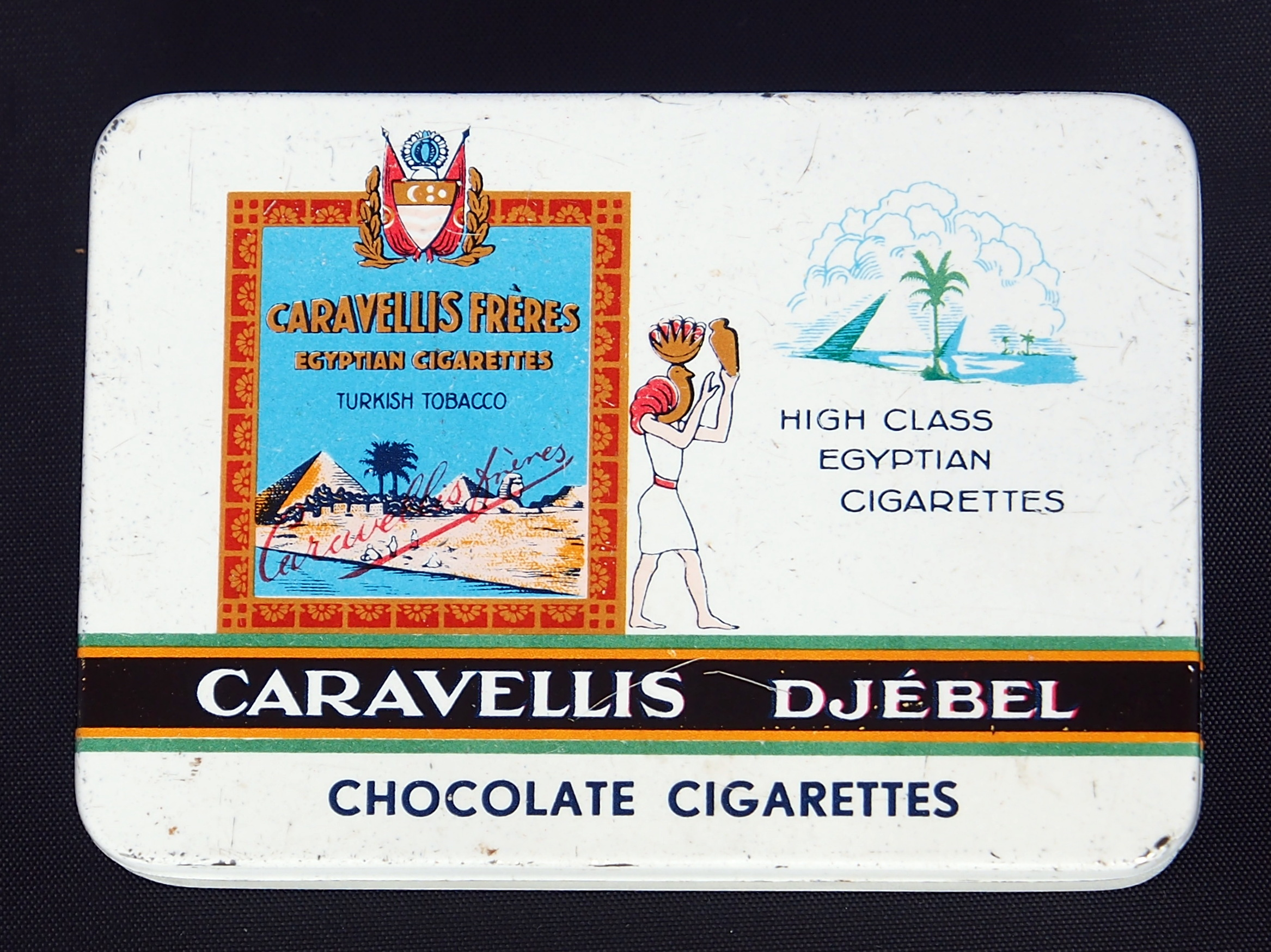

Eine Schokoladenzigarette, auch Schokozigarette genannt, ist eine Süßware, die als Zielgruppe im Wesentlichen Kinder und Jugendliche hat.
In täuschend echt imitierten „Zigarettenschachteln“ mit nachgeahmter Steuerbanderole befinden sich meist zehn oder mehr Schokoladenstangen, die in Papier eingehüllt sind und wie echte Zigaretten aussehen. Die Marken imitieren oft den Namen und das Logo der echten Tabakzigaretten, beispielsweise Pell Mell, Guitare oder Regent. Im Fall der Kaugummizigarette ist die Schokolade durch Kaugummi ersetzt. 
Die ersten Schokoladenzigaretten kamen zu Beginn des 20. Jahrhunderts auf den Markt. Stand 2022 sind Schokozigaretten in 87 Ländern verboten. In Deutschland, Österreich und der Schweiz sind sie hingegen noch immer im Handel erhältlich.

## Kritik
Die Schokoladenzigarette ist, wie auch die Kaugummizigarette, äußerst umstritten. Kritiker werfen diesen Artikeln vor, die Empfänglichkeit für Nikotinabhängigkeit zu steigern. In einer US-amerikanischen Studie wurde gezeigt, dass Menschen, die als Kinder Schokoladenzigaretten bekamen, später doppelt so häufig rauchen wie solche, die ohne diese Süßigkeit aufwuchsen.
Im Jahr 2000 stellte Jonathan Klein (Rochester School of Medicine) im British Journal of Medicine fest, dass die sonst sehr um ihre Markenrechte bemühten Firmen aus der Tabakindustrie die Nachahmer in der Süßwarenindustrie niemals rechtlich belangten. Daraus schließen Kritiker, dass die Tabakindustrie Schokozigaretten offenbar für eine willkommene Einstiegsdroge hält. Der Vergleich hinkte, da im Markenrecht "Süßwaren" (Kl. 30) und "Tabakwaren" (Kl. 34) sich in den Marken-Klassen unterscheiden, die Voraussetzung für einen "Markenstreit" also nicht gegeben wäre.
Aus diesen Gründen erwägen mehrere Länder wie beispielsweise Luxemburg, Frankreich, Belgien oder Südafrika das Verbot dieser Süßigkeiten, vor allem, weil sie sich speziell an Kinder richten. In der Tobacco Convention der Weltgesundheitsorganisation WHO wird das Verbot in Artikel 16.1 empfohlen. 2002 befürwortete der Rat der Europäischen Union ein Verbot ausdrücklich. 2003 erwog die damalige Verbraucherschutzministerin Renate Künast, den Vorstoß des Rates gesetzlich umzusetzen. Zu einem entsprechenden Gesetzesentwurf ist es jedoch nie gekommen.
2008 forderten Wissenschaftler des DKFZ erneut ein Verbot der sogenannten Kinderzigaretten. 2013 beschloss das Europäische Parlament im Änderungsantrag 73 der Tabakrichtlinie ein Verbot, was aber aus Versehen geschah. Die Richtlinie sollte deshalb nicht in dieser Form endgültig verabschiedet werden. In der am 3. April 2014 verabschiedeten Tabakrichtlinie ist der Passus über Tabakimitate nicht mehr enthalten.